# 克萊孟大廳
克萊孟大廳（義大利語：Sala Clementina；又譯革利免厅）是梵蒂冈城宗座宫殿的一个大厅，邻近圣伯多禄大殿，用作教宗接待室，在某些情况下，也用来举行各种仪式和典礼。它是由克勉八世兴建于16世纪，以纪念教宗克萊孟一世，圣伯多禄的第三位继任者。克萊孟大廳的墙壁覆盖着文艺复兴壁画和珍贵的艺术品。克萊孟大廳用来摆放教宗的遗体，供聖座的官员私人探视，例如在真福若望·保祿二世的葬礼上。此后，教宗的遗体将从克萊孟大廳穿越圣伯多禄广场到圣伯多禄大殿或拉特朗圣若望大殿。

## 壁画
在门的上方，是荷兰画家保罗·布里尔的壁画《聖克萊孟的殉教》。在对面墙上，是意大利画家凯鲁比诺·阿尔贝蒂和巴尔达萨利·克罗齐的壁画《聖克萊孟的洗礼》，以及乔瓦尼·阿尔贝蒂和凯鲁比诺·阿尔贝蒂的《艺术与科学》。侧墙上的门楣上是阿尔贝蒂和克罗齐描绘的美德，在对面的墙上，由同一艺术家描绘. 在天花板上是乔瓦尼·阿尔贝蒂的《聖克萊孟的神化》。